# 毕尔巴鄂银行大楼

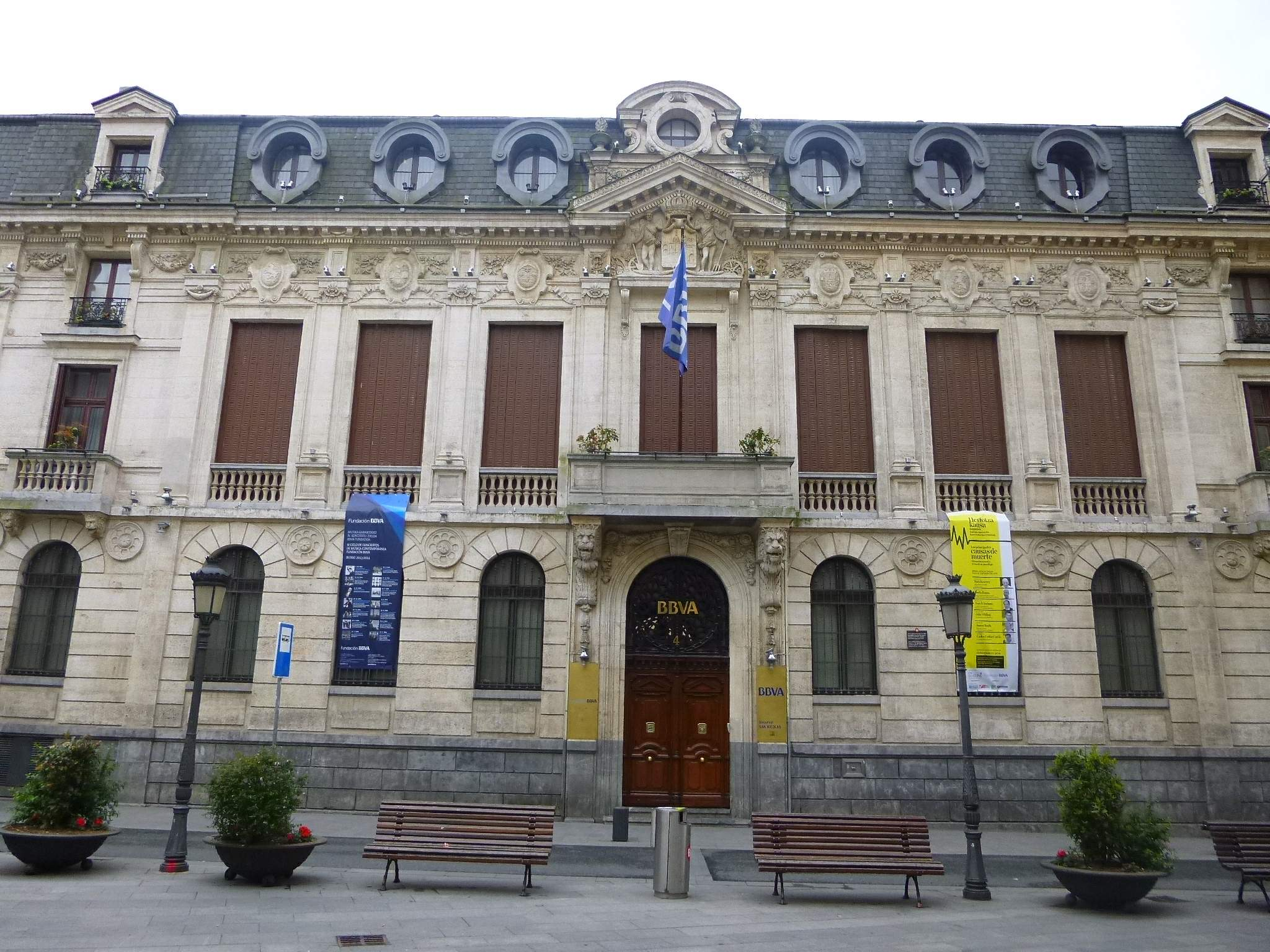

毕尔巴鄂银行大楼（Edificio del Banco de Bilbao）位于西班牙巴斯克自治区比斯开省省会毕尔巴鄂。它成立于1857年，是毕尔巴鄂银行的第一个总部，也是比斯开省第一个现代信贷机构。这里是银行总部，但是大部分员工都在BBVA 城（Ciudad BBVA）。

## 位置
毕尔巴鄂银行大楼位于毕尔巴鄂老城区的圣尼各老广场（plaza de San Nicolás）4号，圣尼各老堂（Iglesia de San Nicolás）前面，靠近老城地铁站（Estación de Zazpikaleak/Casco Viejo）。

## 历史
施工时间是在1865年至1868年间。建筑师是法国里昂美术学院的尤金·拉瓦莱（Eugene Lavalle），和亨利·拉布鲁斯（Henri Labrouste）。1898年，塞韦里诺·阿乔卡罗（Severino Achúcarro）进行扩建。
这座建筑为长方形平面，包括地下室和地上两层。内部有两个长方形的庭院。外立面石砌，侧面砖砌。